# Малые Китайские мосты
Два Малых Китайских моста — памятники архитектуры, построенные Ч. Камероном в 1781 году в Александровском парке Царского Села рядом с Китайской деревней. Псевдокитайское парковое сооружение.
В 1786—1787 годах деревянные мосты заменили на железные с настилами из чугунных досок, изготовленных под руководством К. Шпекле на Сестрорецком оружейном заводе.
Мосты схожи по композиции. Они украшены портиками из попарно стоящих чугунных колонн, на которых расположены фигурные кровли из листового железа, расписанные «наподобие рыбьей чешуи». Кровлю над портиками венчали высокий шпиц и конусы, а также вырезанные из жести букеты. Оба моста были покрыты полихромной росписью, фигурами китайцев и драконов, на них стояло двенадцать жестяных позолоченных флюгеров. Береговые устои мостов облицованы гранитом.
Колонны одного из мостов в нижней части украшены рельефным орнаментом.
Колонны второго моста были покрыты сплошняком узорными листьями. На 1985 год узор был утрачен.
Перила, вероятно, были сделаны по рисунку Нееловых. В решётке сочетаются широкие и узкие ромбы, в широкие ромбы вписаны розетки. Порталы-«триумфальные арки» относятся к первым образцам крупных плоских отливок. Перила упираются в литые чугунные тумбы со стоящими на них декоративными вазами.
Мосты были восстановлены в 2011 году.

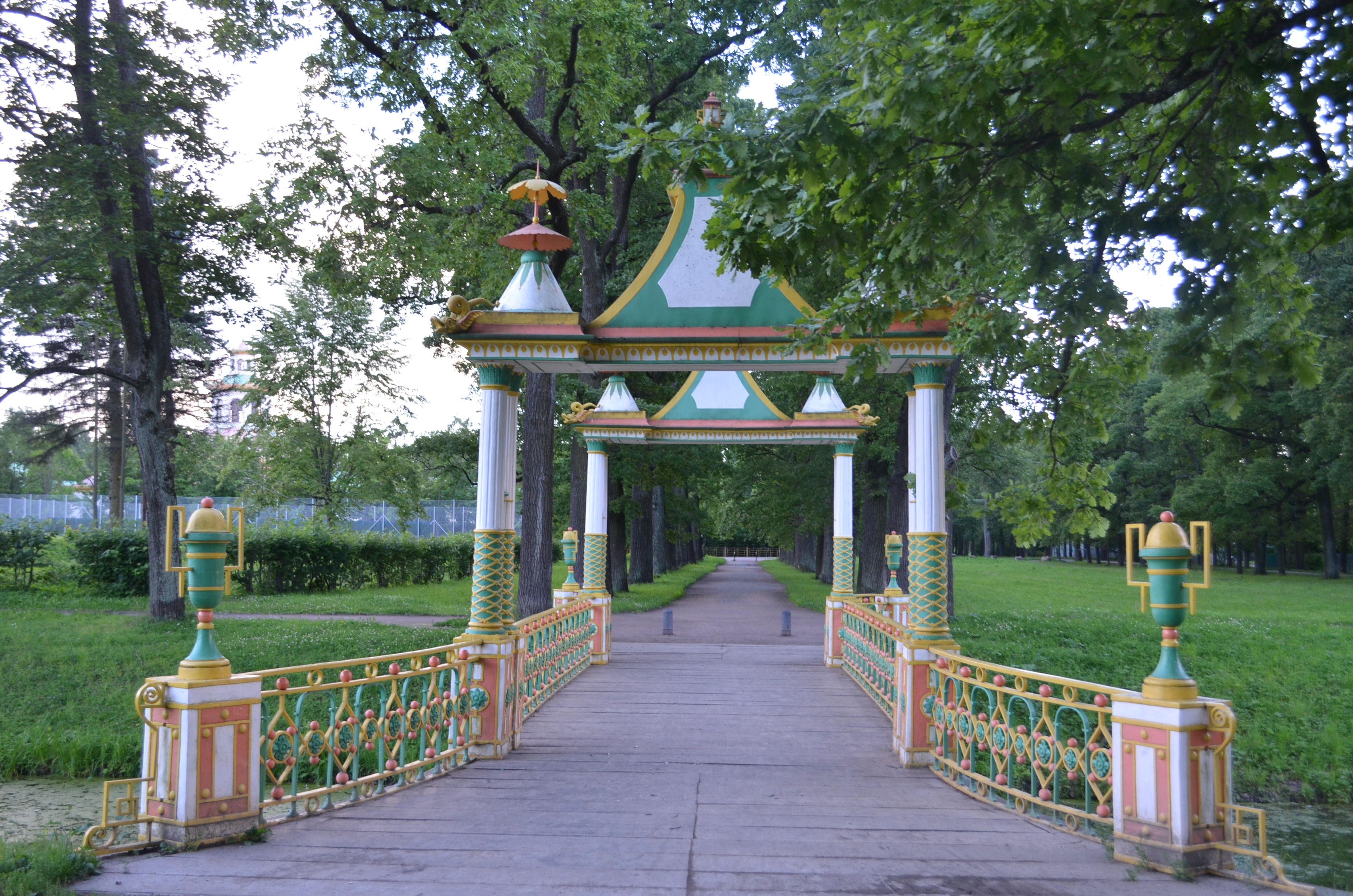
Мост с рельефным орнаментом
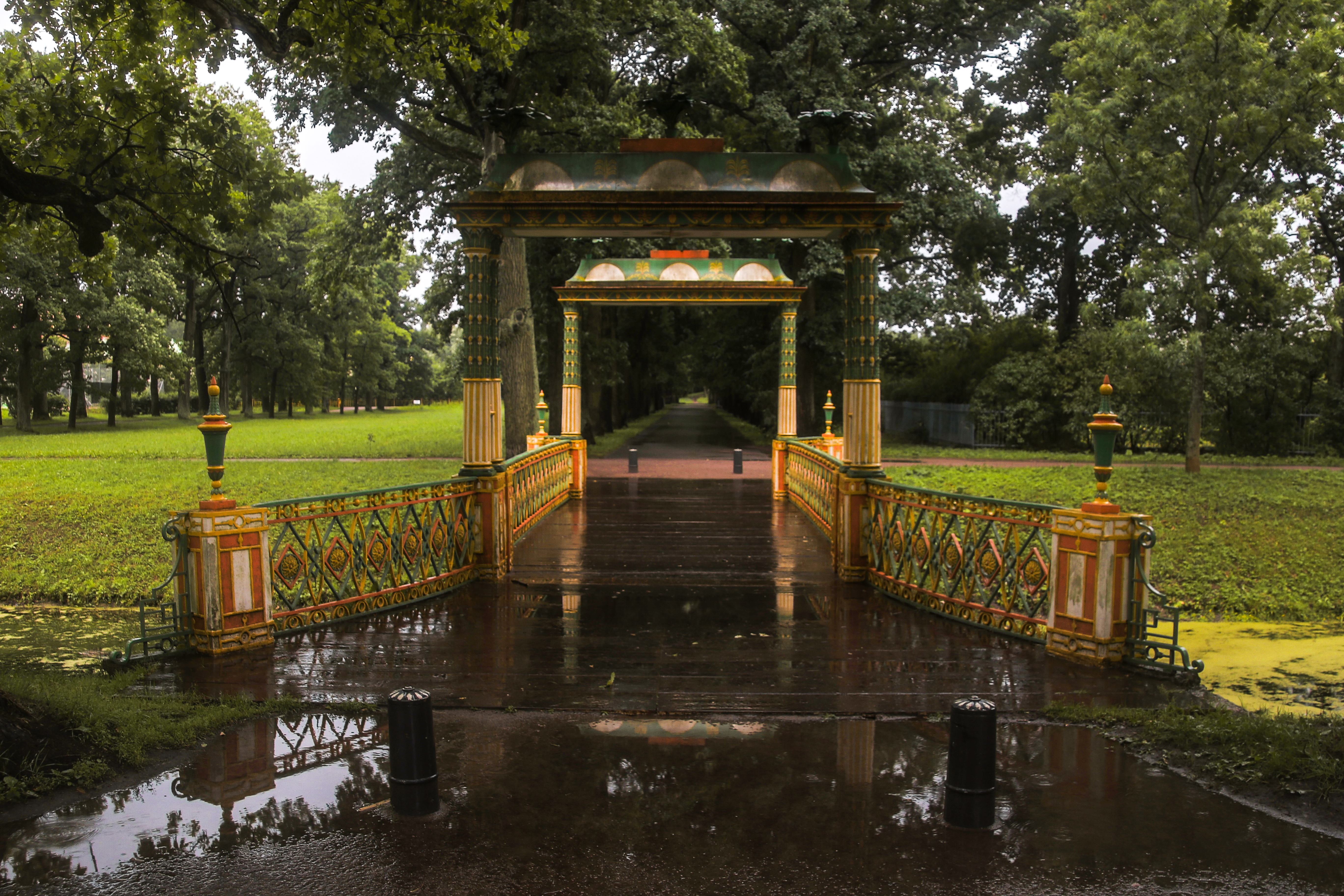
Мост с цветочным узором
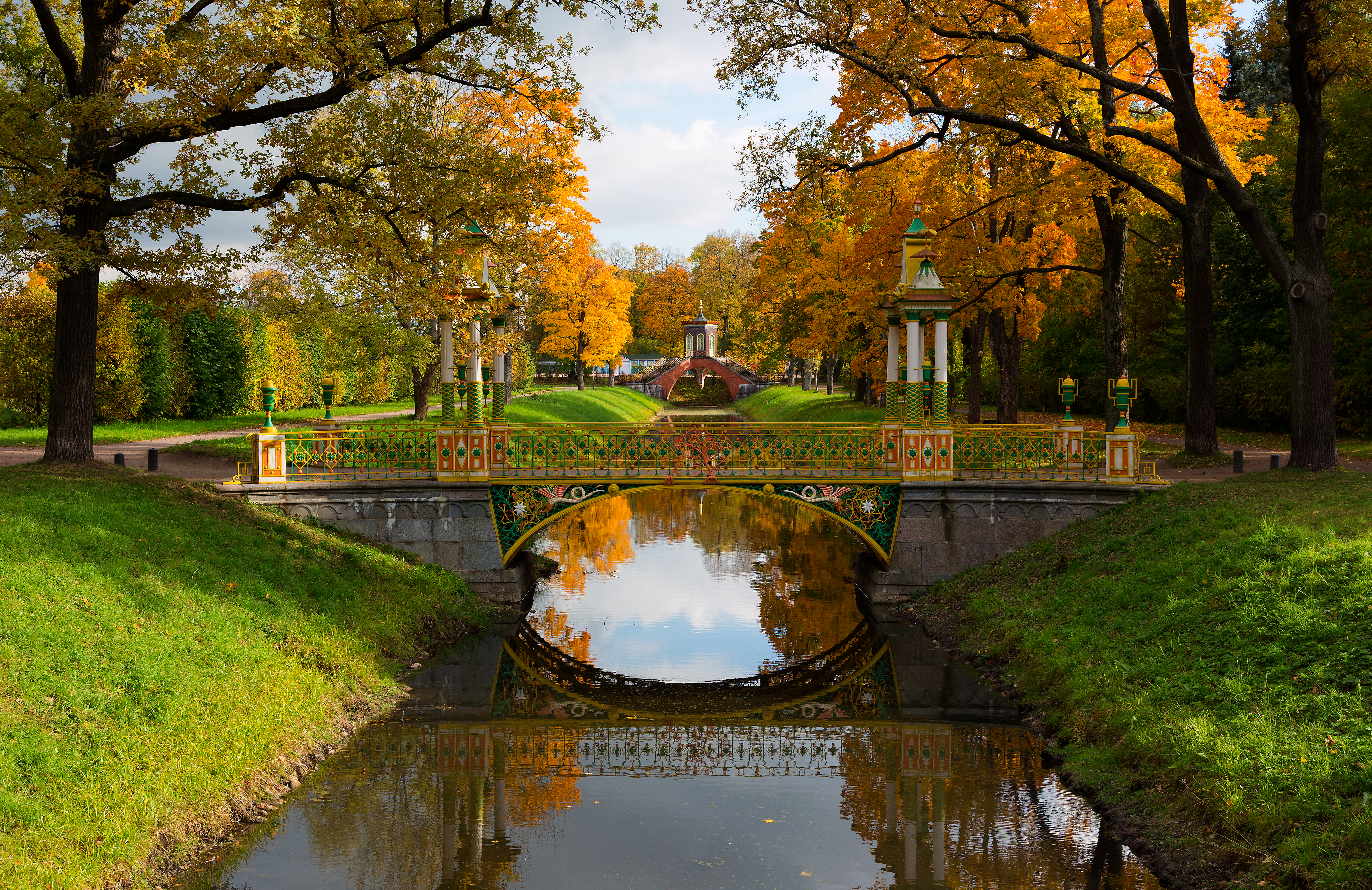
Вид в сторону Крестового моста
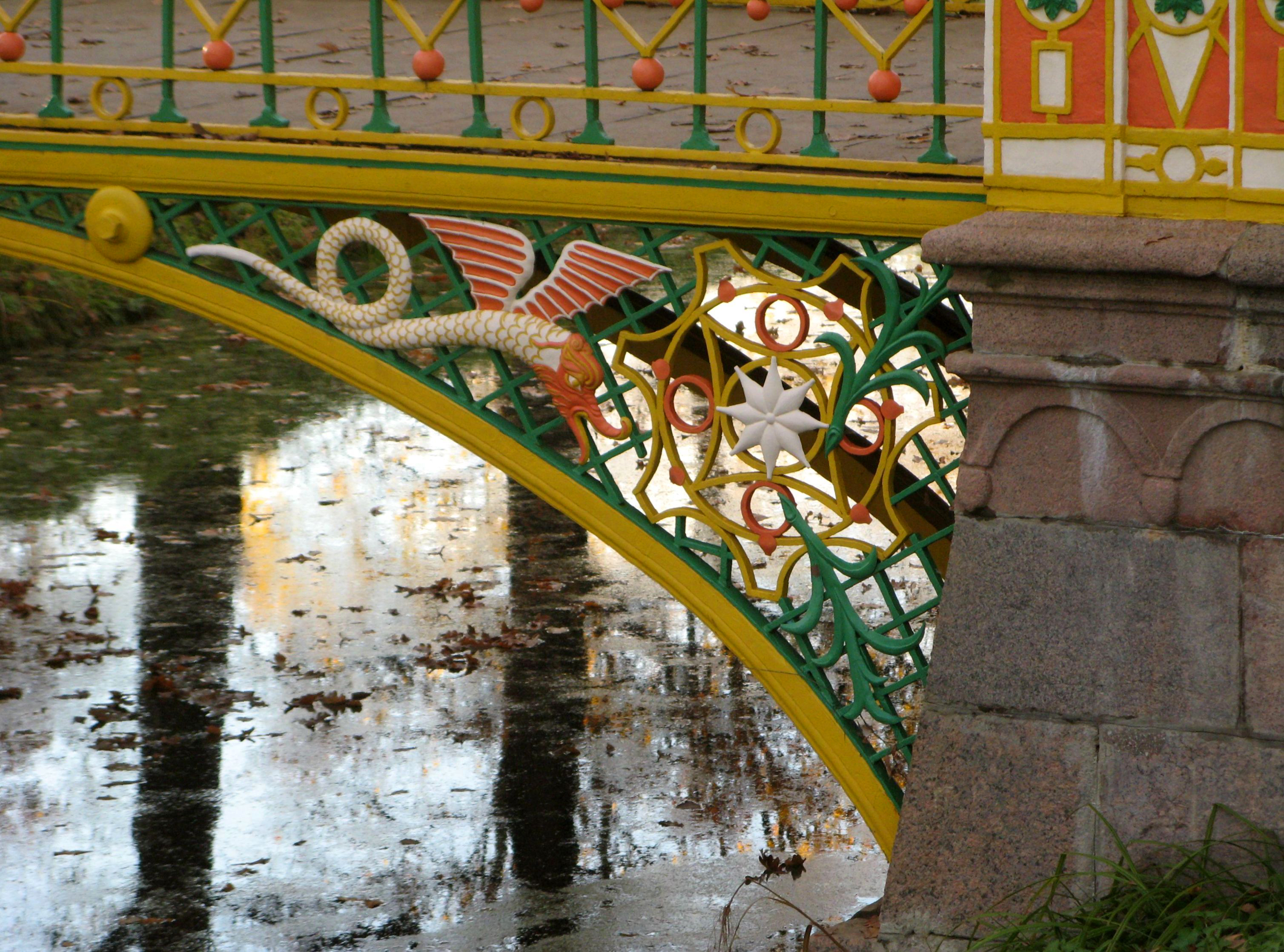
Элемент оформления